# Class (format de fichier)
Pour les articles homonymes, voir Class.
Dans le langage de programmation Java, le code source qui se trouve dans un fichier texte passe par une opération de compilation qui produit un fichier exécutable (voire plusieurs) dont l'extension est .class. Un tel fichier est plus tard chargé en mémoire par le chargeur de classes de n'importe quelle machine virtuelle Java (JVM) afin d'obtenir la définition de la classe lors de l'exécution.
Comme l'un des objectifs de Java est d'être indépendant de la plate-forme, les instructions du code source sont converties en un code spécifique appelé bytecode (et non pas en langage machine de l'ordinateur qui effectue la compilation) qui est stocké dans un fichier de classe portant toujours l'extension .class. Pour garantir l'indépendance de Java par rapport à la plate-forme d'exécution, le format de fichier .class est figé de façon que le résultat de la compilation sur une machine puisse s'exécuter sur n'importe quelle autre.

## Structure du fichier
La convention d'une JVM est de toujours fonctionner en big-endian. Dans les descriptions qui suivent quand un nombre est codé sur 2 octets par exemple l'octet de poids fort sera lu en premier.
Le fichier contient un certain nombre de tables, celles-ci partagent toutes la même structure : un compteur sur 2 octets suivi par un nombre fixe ou variable d'octets pour chaque élément de la table.

### Sections
Le fichier est découpé en dix sections (dont la plupart sont de taille variable). Voici leur description dans l'ordre où elles se rencontrent dans un fichier de classe.
| nom                     | fonction                                                                  | taille          | description                                                                                       |
| ----------------------- | ------------------------------------------------------------------------- | --------------- | ------------------------------------------------------------------------------------------------- |
| magic number            | permet à la JVM de reconnaître un fichier .class                          | 4 octets        | suite des valeurs 0xCA 0xFE 0xBA 0xBE (CAFEBABE)                                                  |
| version                 | permet à la JVM de vérifier qu'elle est compatible avec ce fichier .class | 2 fois 2 octets | numéro de version du fichier, parties mineur (toujours 0) puis majeur (voir les notes ci-dessous) |
| constantes              | voir la section suivante                                                  | variable        | table, chaque constante occupe une taille variable                                                |
| masque d'accès          | code divers drapeaux concernant la classe (private, public, abstract…)    | 2 octets        | masque de bits                                                                                    |
| nom de la classe        | le nom de cette classe en format interne                                  | 2 octets        | pointeur dans la table des constantes vers l'identifiant interne de cette classe                  |
| classe parent           | le nom de la class parent de cette classe                                 | 2 octets        | pointeur dans la table des constantes vers l'identifiant interne de la classe parent              |
| interfaces implémentées | liste les noms des interface implémentées par cette classe                | variable        | table, 2 octets par pointeur dans la table des constantes vers l'identifiant interne d'une classe |
| variables               | décrit chaque variable de cette classe                                    | variable        | table, voir la section de description des membres de classe                                       |
| méthodes                | décrit chaque méthode de cette classe                                     | variable        | table, voir la section de description des membres de classe                                       |
| attributs               | fournit des attributs de la classe (nom du fichier source…)               | variable        | table, chaque attribut occupe une taille variable                                                 |

Notes :
- les valeurs majeur d'un fichier de classe sont les suivantes : 65 → Java 21, 61 → Java 17, 55 → Java 11, 52 → Java 8, 51 → Java 7, 50 → Java 6, 49 → Java 5.0, 48 → Java 1.4, 47 → Java2 1.3, 46 → Java2 1.2, 45 → Java 1.1 ;
- le format interne d'un nom de classe utilise le caractère '/' comme séparateur en remplacement du caractère '.' utilisé dans le code source Java ;
- si une classe n'a pas de classe parent alors la valeur correspondant à java.lang.Object y est placée ; seule la classe java.lang.Object elle-même n'a pas de classe parent (la valeur est 0 qui n'est pas le numéro d'une constante) ;
- une classe Java ne peut hériter que d'une seule classe parent mais sans limite d'interfaces implémentées d'où l'organisation de ces deux sections.

### Constantes
La table des constantes stocke la plupart des valeurs constantes dans la classe (nombres ou textes) ainsi que d'éléments plus évolués (types de données, noms de classes, noms d'attributs…) Chaque constante est décrite par un premier octet codant son type suivi d'un nombre fixe ou variable d'octets selon le type de donnée.
Le compteur de la table des constantes n'est jamais identique au nombre de constantes car pour des raisons historiques leur numérotation commence à 1 (non pas à 0) et de plus deux types de constantes consomment deux numéros au lieu d'un seul.
Les types de constantes suivants sont définis :
| type                                                                           | fonction                                              | taille (en plus de l'octet codant le type) | description |
| ------------------------------------------------------------------------------ | ----------------------------------------------------- | ------------------------------------------ | --- |
| CONSTANT_Integer (3) CONSTANT_Float (4)                                        | nombre codé sur 32 bits employé dans le code Java     | 4 octets                                   | nombre entier relatif sur 32 bits ou nombre flottant simple précision IEEE 754 |
| CONSTANT_Long (5) CONSTANT_Double (6)                                          | nombre codé sur 64 bits employé dans le code Java     | 8 octets                                   | nombre entier relatif sur 64 bits ou nombre flottant double précision IEEE 754 |
| CONSTANT_Utf8 (1)                                                              | texte                                                 | variable                                   | 2 octets de compteur suivis par ce nombre d'octets représentant un texte Unicode codé en UTF-8 modifié |
| CONSTANT_String (8)                                                            | chaîne de caractères employée dans le code Java       | 2 octets                                   | pointeur dans la table des constantes vers une CONSTANT_Utf8 représentant un java.lang.String employé dans le code Java                                                                                      |
| CONSTANT_Class (7)                                                             | nom d'une classe ou d'une interface en format interne | 2 octets                                   | pointeur dans la table des constantes vers une CONSTANT_Utf8 représentant le nom d'une classe |
| CONSTANT_NameAndType (12)                                                      | identifiant et type d'un membre de classe             | 2 fois 2 octets                            | deux pointeurs dans la table des constantes vers des CONSTANT_Utf8 représentant d'une part un identifiant dans le code Java et d'autre part un type de données ou une signature de méthode en format interne |
| CONSTANT_Fieldref (9) CONSTANT_Methodref (10) CONSTANT_InterfaceMethodref (11) | référence vers un membre de classe                    | 2 fois 2 octets                            | deux pointeurs dans la table des constantes vers une CONSTANT_Class décrivant la classe (ou l'interface) de base du membre et l'autre vers un CONSTANT_NameAndType décrivant le nom et le type du membre     |

Notes :
- le format UTF-8 modifié est inspiré de l'UTF-8 mais utilise la suite 0xC0 0x80 pour représenter le caractère U+0000 et code les caractères U+10000 et suivants sous forme de deux caractères UFT-16 ensuite convertis en UTF-8 ;
- les constantes CONSTANT_Long et CONSTANT_Double occupent deux positions dans la table des constantes ;
- le format interne des types de données utilise :
  - une lettre clef pour les types simples (I=int, Z=boolean…),
  - 'L<classe>;' pour les types complexes,
  - le préfixe '[' devant un type pour introduire une dimension de tableau,
  - le caractère '(' pour introduire la signature d'une méthode.

### Variables et méthodes
Les membres d'une classe sont décrits par deux tables. Chaque description de membre contient les informations suivantes.
| nom            | fonction                                                                            | taille   | description |
| -------------- | ----------------------------------------------------------------------------------- | -------- | --- |
| masque d'accès | code divers drapeaux concernant la variable ou la méthode (private, public, final…) | 2 octets | masque de bits                                                                                                 |
| identifiant    | le nom de la variable ou de la méthode                                              | 2 octets | pointeur dans la table des constantes vers une CONSTANT_Utf8 représentant l'identifiant dans le code Java      |
| type           | le type de données stockées dans la variable ou la signature de la méthode          | 2 octets | pointeur dans la table des constantes vers une CONSTANT_Utf8 représentant un type de données en format interne |
| attributs      | fournit les attributs du membre                                                     | variable | table, chaque attribut occupe une taille variable                                                              |

### Attributs
La table d'attributs commence comme toutes les tables, par le nombre d'attributs codé sur 2 octets.
Chaque attribut est défini par 2 octets qui pointent vers une CONSTANT_Utf8 fournissant le nom de cet attribut suivi par 4 octets fournissant le nombre d'octets de données de l'attribut (de cette façon si un attribut n'est pas reconnu par une JVM particulière, elle peut facilement l'ignorer).
Selon le contexte d'emploi (attributs de classe, de variable ou de méthode) les attributs peuvent fournir le nom du fichier source, le numéro de ligne source d'une déclaration, etc.
Un attribut essentiel pour une variable final static (une constante) est ConstantValue qui fournit sa valeur.
Un attribut essentiel pour une méthode non abstraite est Code qui contient le bytecode du code Java compilé.